# Bessie (Oklahoma)
Bessie é uma cidade  localizada no estado norte-americano de Oklahoma, no Condado de Washita.

## Demografia
Segundo o censo norte-americano de 2000, a sua população era de 190 habitantes. 
Em 2006, foi estimada uma população de 194, um aumento de 4 (2.1%).

## Geografia
De acordo com o United States Census Bureau tem uma área de 
1,3 km², dos quais 1,3 km² cobertos por terra e 0,0 km² cobertos por água. Bessie localiza-se a aproximadamente 473 m acima do nível do mar.

## Localidades na vizinhança
O diagrama seguinte representa as localidades num raio de 20 km ao redor de Bessie. 